# Ivan Yeryomin
Ivan Yeryomin (né le 30 mai 1989) est un athlète ukrainien, spécialiste de la perche.
En 2012, son record personnel était de 5,55 m obtenu à Yalta le 14 juin 2012, record qu'il porte à 5,60 m à Kharkiv le 16 juin 2013.